# Дніпровські балти

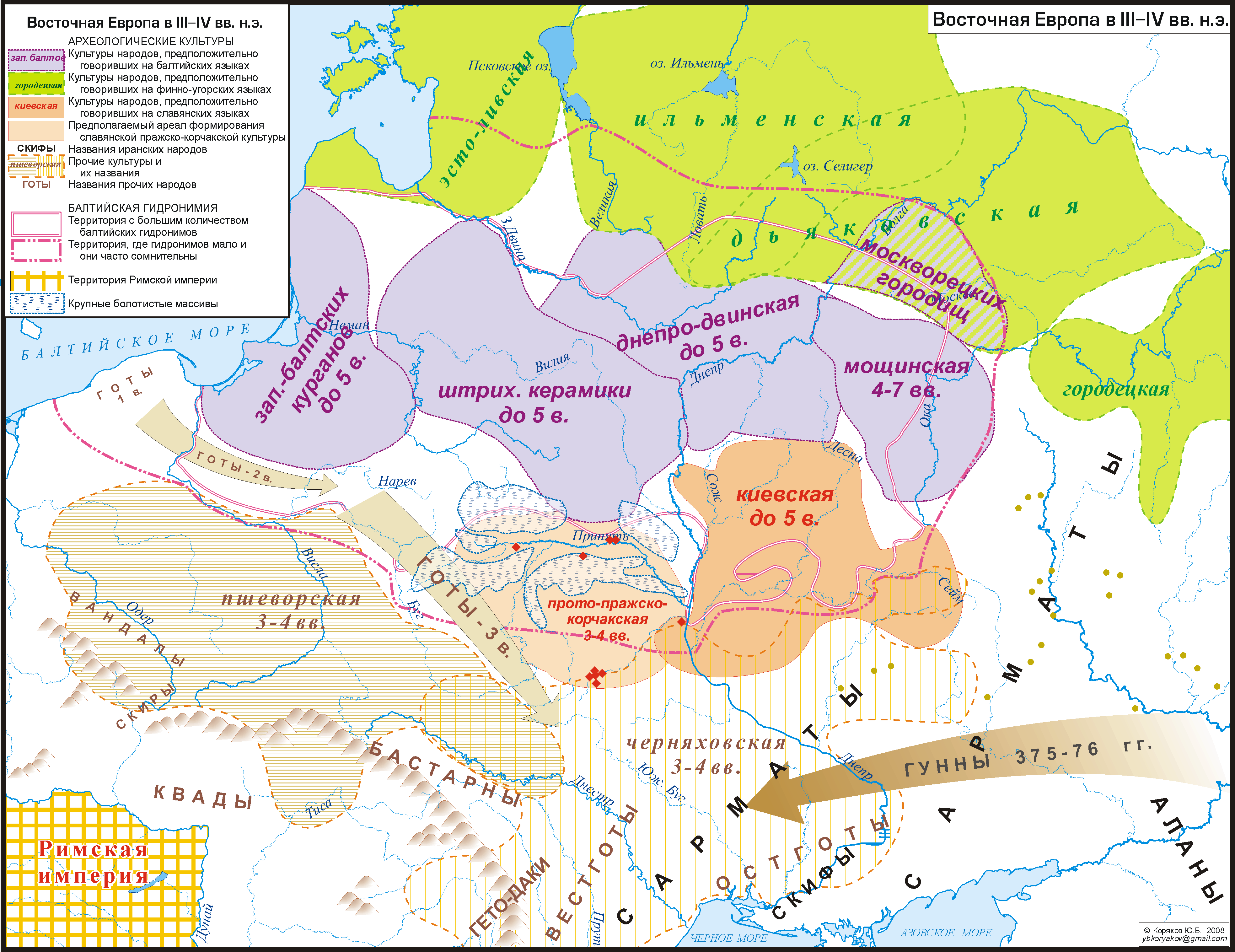
Балтійські та слов'янські археологічні культури III–IV ст. і ареал балтійських гідронімів

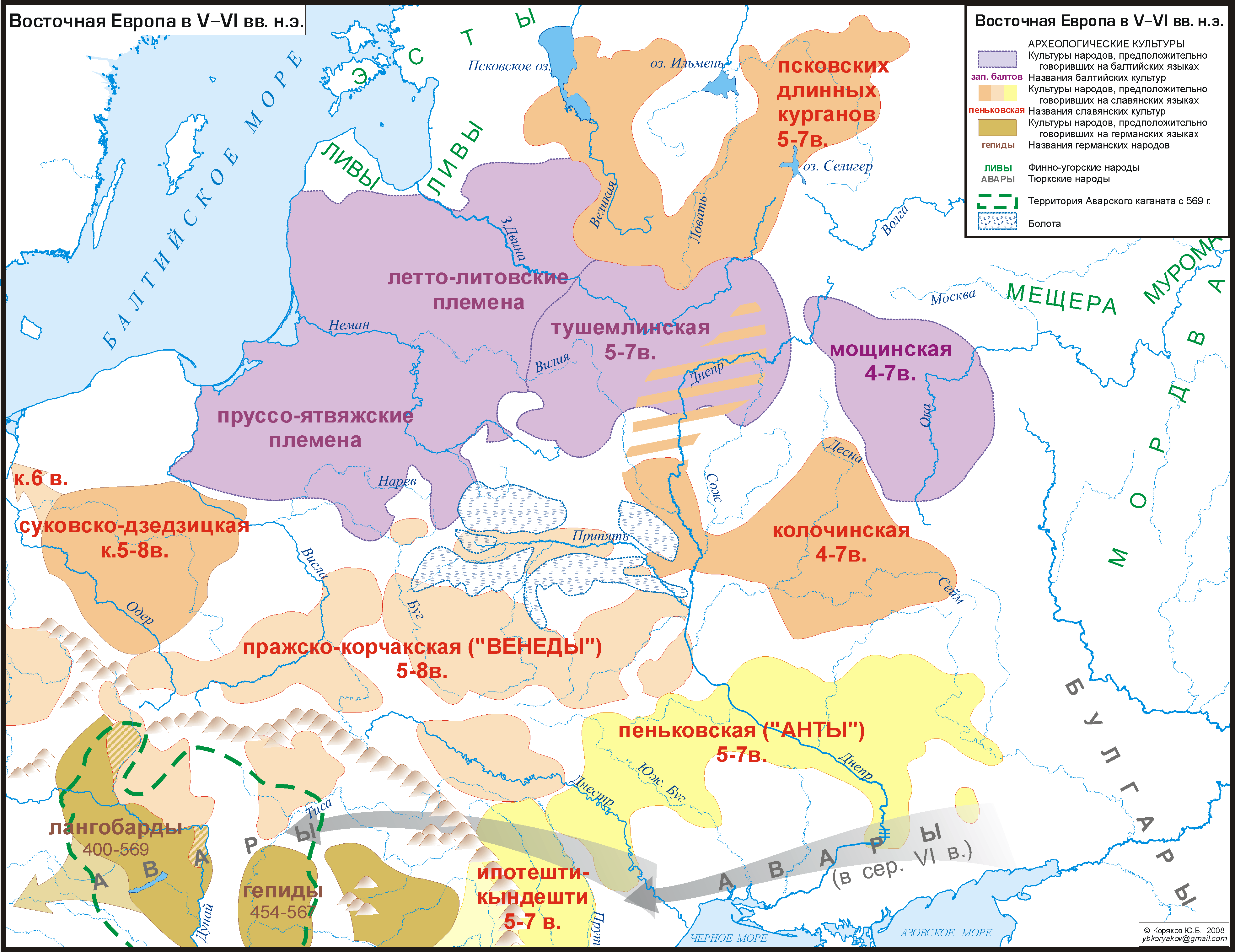
Балтійські та слов'янські археологічні культури в V–VI ст.

Дніпровські балти — балтійські племена, що населяли басейн Дніпра між басейнами Вісли та Волги в епоху залізної доби (I тис. до н. е. — I тис. н. е.). Дніпровські балти сформувалися на фіно-угорському субстраті.

## Історія
У літописах збереглося ім'я лише одного племені дніпровських балтів — голядь. Вони були носіями таких археологічних культур, як юхнівська, колочинська, мощинська та тушемлінсько-банцерівська.
На думку деяких дослідників, язичницька релігія дніпровських балтів включала шанування стовпів з ведмежими головами, які можуть бути пов'язані із балто-слов'янським культом Велеса-Вяльнаса
Починаючи з VI століття на їхній території почали з'являтися слов'яни, які їх згодом повністю асимілювали. У верхів'ї Дніпра цей процес був завершений приблизно в X столітті. Згідно з теоріями деяких учених, балти, тікаючи від слов'янського тиску, мігрували на захід.
Про присутність балтів в басейні Дніпра свідчать численні гідроніми й археологічні знахідки.